# Angé
 Angé  es una población y comuna francesa, en la región de Centro, departamento de Loir y Cher, en el distrito de Blois y cantón de Montrichard.

## Demografía
| 619 | 642 | 650 | 664 | 751 | 791 |
| Para los censos de 1962 a 1999 la población legal corresponde a la población sin duplicidades (Fuente: INSEE [Consultar]) |     |     |     |     |     |